# Cecidomyia squamulicola
Cecidomyia squamulicola är en tvåvingeart som först beskrevs av George Ledyard Stebbins 1910.  Cecidomyia squamulicola ingår i släktet Cecidomyia och familjen gallmyggor. Inga underarter finns listade i Catalogue of Life.